# Кубок Украинской ССР по футболу 1976
24-й розыгрыш Кубка УССР состоялся с мая по ноябрь 1976 года. Участие принимали 21 команда мастеров. Обладателем Кубка стал киевский СКА.

## 1/16 финала — первый этап
Матчи первого этапа состоялись 28 мая 1976 года
| Город       | Команда                 | Счёт         | Команда                    |
| ----------- | ----------------------- | ------------ | -------------------------- |
| Хмельницкий | «Волна» (Хмельницкий)   | +:-          | «Кристалл» (Херсон)        |
| Черновцы    | «Буковина» (Черновцы)   | 4:0          | «Авангард» (Ровно)         |
| Никополь    | «Колос» (Никополь)      | 1:1 пен. 5:3 | «Судостроитель» (Николаев) |
| Сумы        | «Фрунзенец» (Сумы)      | 2:1          | «Локомотив» (Винница)      |
| Кривой Рог  | «Кривбасс» (Кривой Рог) | 0:2          | «Говерла» (Ужгород)        |

## 1/8 финала — второй этап
Матчи второго этапа состоялись 19 июля 1976 года (матч СКА — СК Луцк — 31 августа)
| Город       | Команда                   | Счёт      | Команда               |
| ----------- | ------------------------- | --------- | --------------------- |
| Харьков     | Металлист (Харьков)       | 4:1 (овт) | «Колос» (Полтава)     |
| Кировоград  | «Звезда» (Кировоград)     | +:-       | Блюминг (Краматорск)  |
| Никополь    | «Колос» (Никополь)        | 1:2       | «Шахтёр» (Горловка)   |
| Ужгород     | «Говерла» (Ужгород)       | 1:0       | «Фрунзенец» (Сумы)    |
| Черновцы    | «Буковина» (Черновцы)     | 2:0       | «Волна» (Хмельницкий) |
| Житомир     | «Автомобилист» (Житомир)  | 1:0       | СКА (Одесса)          |
| Севастополь | «Атлантика» (Севастополь) | 2:1       | «Новатор» (Жданов)    |
| Киев        | СКА (Киев)                | 3:1       | СК Луцк               |

## Четвертьфинал
Четвертьфинальные матчи состоялись 29 сентября 1976 года
| Город    | Команда                  | Счёт | Команда                   |
| -------- | ------------------------ | ---- | ------------------------- |
| Харьков  | Металлист (Харьков)      | 3:2  | «Звезда» Кировоград       |
| Житомир  | «Автомобилист» (Житомир) | 2:0  | «Буковина» (Черновцы)     |
| Киев     | СКА (Киев)               | 2:0  | «Атлантика» (Севастополь) |
| Горловка | «Шахтёр» (Горловка)      | 2:0  | «Говерла» (Ужгород)       |

## Полуфинал
Полуфинальные матчи состоялись 31 октября 1976 года
| Город    | Команда             | Счёт         | Команда                  |
| -------- | ------------------- | ------------ | ------------------------ |
| Горловка | «Шахтёр» (Горловка) | 2:2 пен. 5:4 | Металлист (Харьков)      |
| Киев     | СКА (Киев)          | 1:0          | «Автомобилист» (Житомир) |

## Финал
| 6 ноября 1976 года | \| «Шахтёр» Горловка \| 0:2 \| СКА Киев \| \| \| Голы \| 38′ Кудя · 88′ Пинчук \| | «Шахтёр», Горловка Зрителей: 6000 Судьи: Михаил Кусень (Львов) В. Ландюк, И.Дутко (оба - Львов) |
| Составы: Шахтёр: Рогозин, Грегян, Медведев, Горелов (Покидин, 60'), Верещак, Коваленко, Черных (Долбня, 70'), Истомин, Якут, Шевлюк, Мороз Гл. тренер: Александр Алпатов СКА: Шмуц, Иващенко, Григорьев, Якимцов, Смирнов, Пряжников (Булгаков, 75'), Казаков, Калешин, Пинчук, Кудя, Довбий (Варнавский, 60') Гл. тренер: Юрий Войнов |                                                                                   |                                                                                                 |
| «Шахтёр» Горловка | 0:2                                                                               | СКА Киев                                                                                        |
| | Голы                                                                              | 38′ Кудя · 88′ Пинчук                                                                           |